# San Felipe de León
San Felipe de León är en ort i Mexiko.   Den ligger i kommunen San Juan Bautista Valle Nacional och delstaten Oaxaca, i den sydöstra delen av landet, 300 km sydost om huvudstaden Mexico City. San Felipe de León ligger 287 meter över havet och antalet invånare är 328.
Terrängen runt San Felipe de León är kuperad österut, men västerut är den bergig. San Felipe de León ligger nere i en dal. Runt San Felipe de León är det ganska glesbefolkat, med 26 invånare per kvadratkilometer. Närmaste större samhälle är San Juan Bautista Valle Nacional, 8,2 km öster om San Felipe de León. I omgivningarna runt San Felipe de León växer i huvudsak städsegrön lövskog.